# Brachyrhopala scutellata
Brachyrhopala scutellata är en tvåvingeart som beskrevs av Clements 2000. Brachyrhopala scutellata ingår i släktet Brachyrhopala och familjen rovflugor. Inga underarter finns listade i Catalogue of Life.